# Herbert Mies
Herbert Mies (Mannheim, 23 febbraio 1929 – Mannheim, 14 gennaio 2017) è stato un politico tedesco, presidente tra il 1973 ed il 1990 del Partito Comunista della Germania Ovest, il Partito Comunista Tedesco (DKP).

## Vita
Mies Herbert ha studiato tra il 1947 ed il 1949 presso la Scuola di Partito Karl Marx e tra il 1956 ed il 1959 scienze sociali e amministrative. Dal 1961 al 1963 proseguì la propria formazione presso un tipografo.
Tra il 1949 ed il 1953 è stato membro dell'Ufficio centrale e fino al 1956 presidente della Libera Gioventù Tedesca (FDJ) nella Germania Ovest. È stato membro del Comitato centrale dal 1954 e dal 1963 candidato e Segretario del Politburo del KPD (Kommunistische Partei Deutschlands), il vecchio Partito comunista di Germania. Nel 1954 Klaus Rainer Röhl fondò con il suo aiuto la rivista Studentenkurier, dal 1957 denominata Konkret.
Nel 1969 Mies Herbert divenne vicepresidente del partito e dal 1973 al 1990 ricoprì il ruolo di presidente DKP. Nel 1987 è stato inoltre insignito del Premio Lenin per la pace per il biennio precedente.
Dopo che Mies Herbert si dimise da leader del partito nel 1990, rimase comunque coinvolto come volontario fino al 1997 come presidente del gruppo di discussione Mannheimer Gesprächskreises Geschichte und Politik (Gruppo di discussione di storia e politica di Mannheim) e presidente onorario della Arbeiterwohlfahrt di Mannheim.

## Opere
- Mit einem Ziel vor Augen. Vom Jung- zum Altkommunisten. Erinnerungen, ISBN 978-3-89793-179-4
- Kurt Bachmann, Kurt Schacht, H. Mies: Kommunisten und Sozialdemokraten in der Bundesrepublik; 1971
- Weg und Ziel der DKP; 1979
- Wende nach rechts; 1983
- Fremdbestimmt? Abhängigkeit und Unabhängigkeit der DKP; 1995; ISBN 3-931208-00-1
- … im französischen Widerstand; 1997